# Oberrabenthan
Oberrabenthan ist eine Ortschaft und eine Katastralgemeinde der Gemeinde Rappottenstein im Bezirk Zwettl in Niederösterreich. Die Ortschaft hat 60 Einwohner (Stand 1. Jänner 2024).

## Geschichte
Der Ort wurde 1347 zum ersten Mal schriftlich als Rabentann erwähnt, der Name bezieht sich auf einen „Wald der von Raben“ bevölkert war.
Im Jahr 1822 wurde der Ort als Dorf mit 16 Häusern genannt, das nach Kirchbach eingepfarrt war, wohin auch die Kinder eingeschult wurden. Die Stift Zwettl besaß die Ortsobrigkeit, die Herrschaft Rosenau übte die Landgerichtsbarkeit aus, der Stift Zwettl besorgte die Konskription und die Herrschaft Rosenau und Stift Zwettl hatten die Grundherrschaft inne.
Mit der Aufhebung der Grundherrschaften wurde der Ort 1849 eine Katastralgemeinde der Gemeinde Kirchbach, zu dieser gehörte auch die Einzellage Bruckmühle
Laut Adressbuch von Österreich waren im Jahr 1938 in Oberrabenthan ein Müller mit Sägewerk und mehrere Landwirte ansässig, zudem betrieb die Gemeinde ein Elektrizitätswerk.
Am 1. Jänner 1972 wurde Oberrabenthan als Teil der Gemeinde Kirchbach nach Rappottenstein eingemeindet.

## Siedlungsentwicklung
Zum Jahreswechsel 1979/1980 befanden sich in der Katastralgemeinde Oberrabenthan insgesamt 24 Bauflächen mit 11.829 m² und 11 Gärten auf 5.260 m², 1989/1990 gab es 38 Bauflächen. 1999/2000 war die Zahl der Bauflächen auf 68 angewachsen und 2009/2010 bestanden 42 Gebäude auf 69 Bauflächen.

## Bodennutzung
Die Katastralgemeinde ist landwirtschaftlich geprägt. 176 Hektar wurden zum Jahreswechsel 1979/1980 landwirtschaftlich genutzt und 102 Hektar waren forstwirtschaftlich geführte Waldflächen. 1999/2000 wurde auf 149 Hektar Landwirtschaft betrieben und 128 Hektar waren als forstwirtschaftlich genutzte Flächen ausgewiesen. Ende 2018 waren 140 Hektar als landwirtschaftliche Flächen genutzt und Forstwirtschaft wurde auf 128 Hektar betrieben. Die durchschnittliche Bodenklimazahl von Oberrabenthan beträgt 19,1 (Stand 2010).